# Carl Rudolph von Ingersleben
Carl Rudolph von Ingersleben († 9. Mai 1737 in Nöckern bei Zerbst) war ein fürstlich-barby’scher Amtshauptmann und Rittergutsbesitzer.

## Leben
Er stammte aus dem magdeburgischen Adelsgeschlechts von Ingersleben und schlug eine Verwaltungslaufbahn im Dienst der Herzöge von Sachsen-Weißenfels ein, die die Grafschaft Barby erworben hatten und ihn als ihren Amtshauptmann in der früheren Residenzstadt Barby einsetzten.
Als Erb-, Lehn- und Gerichtsherr saß Carl Rudolph von Ingersleben auf dem Gut Neudorf. Im Jahre 1717 kaufte er vom verschuldeten  Hans Caspar von Weißigk dessen Rittergut Spören im Amt Zörbig, das damals im Herzogtum Sachsen-Merseburg lag.
Im Jahre 1695 heiratete er die verwitwete Martha Sibylle von Schlegel auf Zehringen (1669–1709), für deren Kinder, darunter der spätere preußische Major Christoph Friedrich Zanthier er der Stiefvater wurde.
Im Jahre 1737 starb Carl Rudolph von Ingersleben in Nöckern. Er hinterließ fünf Söhne, darunter Christoph Friedrich Ferdinand von Ingersleben (getauft 11. März 1705), königlich-preußischer Leutnant beim anhaltinischen Regiment in Halle/Saale. Ferner Friedrich Heinrich von Ingersleben (* 1711), der sich in Dresden aufhielt, sowie die drei jüngeren Brüder Carl Dietrich, Joseph Albrecht und August Friedrich von Ingersleben, die beim Tod des Vaters noch nicht volljährig waren und deshalb unter Vormundschaft gestellt werden mussten.
Der spätere Generalmajor Johann Ludwig von Ingersleben war sein Vetter.